# محمد قوصة باشا
محمد قوصة باشا هو باشا من عهد الباشوات الثلاثون الذين حكموا أيالة الجزائر، حكم الجزائر فترة قصيرة قبل مقتله سنة 1605).

## توضيح هوية هذا الباشا
ان المصادر الأوروبية تكتفي بذكر «الباشا» دون تحديد اسم للحاكم الذي نصب بعد الخضر باشا. لكن محمد مبارك الميلي ذكر في كتابه تاريخ الجزائر القديم والحديث ان اسمه محمد قوصة باشا لذي سيكون هذا الباشا بعد الخضر باشا في قائمة حكام الجزائر الذي مات في عام 1605.
تجدر الإشارة إلى أنه قبل أيام قليلة من حكم هذا الباشا، اعدم الخضر باشا للتو بعد شكوى من فرنسا، بناء على أوامر مبعوث من القسطنطينية، لأنه هدم المركز التجاري الفرنسي وسجن بعض موظفيه.

### مقالات ذات صلة
- أيالة الجزائر